# Trogon de Whitehead
El trogon de Whitehead (Harpactes whiteheadi) és una espècie d'ocell de la família dels trogònids (Trogonidae) que habita els boscos del nord de Borneo.